# Серест (Горњопровансалски Алпи)
Серест (фр. Céreste) насеље је и општина у Француској у региону Прованса-Алпи-Азурна обала, у департману Горњопровансалски Алпи која припада префектури Форсалкје.
По подацима из 2011. године у општини је живело 1267 становника, а густина насељености је износила 38,94 становника/km². Општина се простире на површини од 32,54 km². Налази се на средњој надморској висини од 370 метара (максималној 971 m, а минималној 323 m).

## Демографија
| 1962. | 1968. | 1975. | 1982. | 1990. | 1999. | 2011. |
| ----- | ----- | ----- | ----- | ----- | ----- | ----- |
| 632   | 757   | 832   | 862   | 950   | 1.036 | 1.267 |

График промене броја становника у току последњих година